# اوماچی، ناگانو
اوماچی در استان ناگانو در کشور ژاپن  واقع شده‌است  که دارای جمعیت ۳۱٬۲۷۶ نفر و مساحت ۵۶۴٫۹۹ کیلومتر مربع با تراکم جمعیت ۵۵٫۴  نفر در کیلومترمربع است و در تاریخ ۱ ژوئیه ۱۹۵۴ به عنوان شهر شناخته شد.